# 日米地位協定
日米地位協定（にちべいちいきょうてい、英: U.S. - Japan Status of Forces Agreement, SOFA）、正式名称で日本国とアメリカ合衆国との間の相互協力及び安全保障条約第六条に基づく施設及び区域並びに日本国における合衆国軍隊の地位に関する協定（にほんこくとアメリカがっしゅうこくとのあいだのそうごきょうりょくおよびあんぜんほしょうじょうやくだいろくじょうにもとづくしせつおよびくいきならびににほんこくにおけるがっしゅうこくぐんたいのちいにかんするきょうてい、英語: Agreement under Article VI of the Treaty of Mutual Cooperation and Security between Japan and the United States of America, Regarding Facilities and Areas and the Status of United States Armed Forces in Japan）は、新･日米安保条約第6条に基づき、1960年（昭和35年）1月19日に日本とアメリカ合衆国との間で署名された、在日米軍に関する地位協定である。日本での法令区分は条約。相互的なものではなく、米軍の地位のみを定める。
1960年の日米安保条約改定とともに、旧･日米安保条約時の日米行政協定を引き継ぐものである。

## 概要
主に在日米軍の日米間での取り扱いや、その基地の範囲と扱いなどを定める。1952年（昭和27年）2月28日に、旧･日米安全保障条約3条に基づいて締結された、日本国とアメリカ合衆国との間の安全保障条約第三条に基く行政協定（にほんこくとあめりかがっしゅうこくとのあいだのあんぜんほしょうじょうやくだいさんじょうにもとづくぎょうせいきょうてい、英: Administrative Agreement under Article III of the Security Treaty Between the United States and Japan）、略称日米行政協定（にちべいぎょうせいきょうてい、英: U.S.-Japan Administrative Agreement）（以下「日米行政協定」とする）を承継する。日米地位協定をどう運用するかについての協議は、おおむね月2回（ペースは定められていない）、日米合同委員会で行っている。
地位協定と同時に、国会審議を経る必要のなかった合意に関する「日本国とアメリカ合衆国との間の相互協力及び安全保障条約第六条に基づく施設及び区域並びに日本国における合衆国軍隊の地位に関する協定についての合意された議事録」（いわゆる「合意議事録」）が作成された。
地位協定の日本国内の実施のために、米軍の活動のために通常の法規制を撤廃させる種々の特別法や特例法（総称して通称「安保特例法・特別法」）が制定されている。
1987年から、第24条に関係する特別協定を締結し、2015年に環境についての、2017年に軍属についての、国会審議を経ていない「国際約束」である補足協定がそれぞれ締結された。

## 締結経緯
- 1951年（昭和26年）
  - 9月8日、日本国との平和条約、同条約第6条a項により占領軍のうちアメリカ軍部隊にのみ[注 3]引き続き駐留を許す日本国とアメリカ合衆国との間の安全保障条約（旧安保）署名。
  - 11月18日、平和条約と旧安保条約が第12回国会で承認される[12][13]。
- 1952年（昭和27年）
  - 2月28日、旧安保に基づく具体的取り決めとして日米行政協定に調印。
  - 4月28日、旧安保条約、日本国との平和条約、日米行政協定が発効。
  - 7月26日、日米行政協定による米軍駐留に提供する施設区域協定（日米合同委員会合意）調印[14][15]。
- 1953年（昭和28年）
  - 9月29日、日米行政協定改定調印、北大西洋条約行政協定に準じて米軍人・軍属の公務外の犯罪を日本側裁判権にきりかえ。
- 1960年（昭和35年）
  - 1月19日、日米相互協力および安全保障条約（新安保条約）、施設と区域の使用・米軍の地位に関する協定（行政協定に代わる新協定＝日米地位協定）、事前協議に関する交換公文、合意議事録など、ワシントンで調印。
  - 6月20日、第34回国会で新安保条約と地位協定を承認[16][1]。

日本国とアメリカ合衆国との間の相互協力及び安全保障条約（新安保）締結に伴い、日米行政協定を日米地位協定として改正（行政協定は失効）。正式に条約とする。

## 内容

### 基地
協定の第二条は、日米合同委員会を通じて締結される協定によって、在日米軍の基地が決定されると定める。なお、この「日米合同委員会」は、第二十五条によって設置される協議機関である。
協定の第三条は、アメリカは基地について「設定、運営、警護及び管理のため必要なすべての措置を執ることができる」としている。
なお、日本国外務省は「米軍基地内といえど日本領土であり、当然合衆国法ではなく日本法の適用対象となる」と主張している。しかしこの主張は、特別司法警察職員ではなく民間人である日本人警備員が敷地内で拳銃・自動小銃を持てる現実（銃刀法の規制が及んでいない）の前に根拠を失っている。そもそも協定の第十六条は日本国の法令を「尊重」するとしているだけで適用は明記されておらず、更にあるときの日本政府の見解では、あるいは実際の運用では、米軍の運用に日本の法令は「一般に」適用されない状況にある。
また、基地の周辺部においても、横須賀米軍基地周辺の国道で米軍の銃の携帯が確認されており、すくなくとも通常の意味合いでは日本の法令は適用されない状態となっている。

### 不平等性の主張
協定の改定を求める日本の人々は、日米地位協定が不平等であると主張している。同じ第二次世界大戦敗戦国のイタリア共和国、ドイツ連邦共和国が冷戦後に大使館の土地以外の管理権があるのに対して日米地位協定は1960年以来、運用改善のみで一言一句改定されていない。
全国知事会は、2018年夏、米軍が管制する広大な横田空域の返還が進まない問題が山積されており抜本見直しを提言した。地方議会でも同趣旨の意見書可決が相次ぐ。
外務省の日米地位協定合意議事録は2000年代初頭まで公表されず、2019年現在も一般国民の目に届いていない議事録の運用こそが米軍基地をめぐる問題の根底にある。
翁長雄志沖縄県知事は　「日米地位協定の下では日本国の独立は神話であると思いませんか」と主張した
また、イラク戦争後、イラクの国家再建のためにクウェートの空軍基地に自衛隊が長期駐留した。その際に日本クウェート地位協定が締結された。協定では、自衛隊等は外交官同等の特権が得られるという内容となっている。
なお、国際連合憲章第105条及びPKOにおける受入国との地位協定(SOFA, Status of Forces Agreement)により、国際機関要員に対して活動のために特権付与は標準的となっている。
（参考）国際連合憲章第105条「特権及び免除」
| １ | この機構は、その目的の達成に必要な特権及び免除を各加盟国の領域において享有する。                                                           |
| ２ | これと同様に、国際連合加盟国の代表者及びこの機構の職員は、この機構に関連する自己の任務を独立に遂行するために必要な特権及び免除を享有する。 |
| ３ | 総会は、本条１及び２の適用に関する細目を決定するために勧告をし、又はそのために国際連合加盟国に条約を提案することができる。                 |

### 裁判権
刑事裁判権は、第17条に規定がある。この条の規定の適用は、第17条11により、日米安保第5条が適用される武力攻撃があれば、両政府は停止させる権利を有する。

第17条1(a)により、
とされる。
「統一軍事裁判法」に服する者には、日本で罪にならない犯罪でも同法で犯罪となるなら、米軍が専属的裁判権を行使する権利を有する（第17条2-b。日本国法令ではなく合衆国法令やアメリカ軍軍法その他が適用される）。
また裁判権が日本国と米軍で競合する場合では、公務執行中の作為又は不作為から生ずる場合は、合衆国軍隊の構成員又は軍属に対して米軍が第一次的裁判権を有する（第17条3-a）とされる。「公務中」か否かにつき、米軍が発給する「公務証明書」によりほぼ決定され、「合意議事録」に決まりがある。

第17条5(C)により、日本で裁判を受けるべき被疑者であっても、アメリカが先にその身柄を拘束した場合は、身柄が引き渡されるのは、検察庁により起訴がなされた後である。このため、起訴までの間に充分な捜査ができない。更には重罪にも拘らず、身内の行為として不当に寛大な処分がされる恐れさえある。
1956年3月28日の日米合同委員会では、職場で飲酒した後の帰宅途中に事件事故を起こしても「公務中」とみなす取り決めが、1953年10月28日の委員会裁判権分科委員会刑事部会会合では、第一次裁判権さえ放棄し『実質的に重要であると認める事件についてのみ権利行使』とする密約が結ばれていた事が後年に判明している。
これが如実に現れたのが、1974年の「伊江島住民狙撃事件」である。当初、在沖米軍は容疑者の“公務外”を認め、日本に一次裁判権を譲ったが、直後にアメリカ合衆国国務省・アメリカ国防総省の強い反発と突き上げを受け、事件の概要を改変してまで急遽公務証明を発給し、日本外務省の抗議の中、一次裁判権を強引に移管させた。国務長官緊急電の『国務省・国防総省共同メッセージ』はその理由を「米国内の事情」と「もし裁判権を行使し損なったら、その影響は米国が他の国々と結んでいる一連の地位協定にまで及び、……米軍要員の士気にも及ぶ」ためであるとしている。
1975年、牧港補給地区で環境基準の8000倍の六価クロム検出、在日米軍は1年間使用されず、廃棄される予定と使用を認めず。労働基準局長、立入調査の段階で、すでに建物は閉鎖状態で納品サンプルを採取できず実態がつかめず、労働者の健診は行われたが、六価クロムとの因果関係は認められず。
1995年には、アメリカ海兵隊の兵士3名が12歳の女子小学生を拉致した上、集団強姦した。裁判自体は日本管轄で行われたものの、実行犯である3人が日本側に引き渡されなかったことが大きな問題になった（沖縄米兵少女暴行事件）。
2002年4月には横須賀で在日オーストラリア人女性が、空母「キティホーク」乗組員に強姦され、しかも容疑者は事件発覚前に海軍当局によって名誉除隊させられアメリカ本土に逃亡する事件が、6月には沖縄で、窃盗容疑で逮捕された整備兵が「急使」（米軍のクーリエ）の身分証明書を保持していたため、釈放され任意調べに切り替えられた事件が起きている。
2004年8月、沖国大米軍ヘリ墜落事件が発生した際には、アメリカ軍が一時的に現場を封鎖していた。沖縄県警察は航空危険行為等処罰法違反で、公訴時効いっぱいの3年間にわたり捜査を行なったが、協定の壁に阻まれ全容解明は出来なかった。『米軍機事故の現場は協定により全てアメリカ軍管轄地』の拡大解釈がされている疑いがある。
2008年4月には、沖縄県北谷町で、海兵隊憲兵隊が、万引きで店員に現行犯逮捕された海兵隊員の家族少年を、110番通報で駆けつけた沖縄警察署員の引き渡し要求を無視して、身柄を拘束し基地内に連行（憲兵隊は「容疑者が暴れる恐れがあったため」と弁解している）、その後解放し任意調べにするという事態が起きた。沖縄署は「優先権侵害であり捜査妨害」と表明している。
2013年、AP通信が情報開示を求めた結果、2005年からの性犯罪処分者中、詳細が判明した244人の3分の2は、自由刑を受けず降格や不名誉除隊、罰金などの人事処分のみだったことが判明。国防総省は軍法会議にかけるよう努力していると説明しているが、ほとんど守られていない事実が明らかになった。

### 将兵の地位
第9条第2項により、連邦政府高官を含む将兵・軍属は出入国審査受審・住民登録の義務がない（「合衆国軍隊の構成員は……外国人の登録及び管理に関する日本国の法令の適用から除外される」）。日本への出入国に際してはパトリオット・エクスプレス（軍用飛行場のみを経由するアメリカ空軍チャーター便）や軍港を通じて入境すれば、CIQの対象外（第9条第3項により、旅券が不要。軍人IDカードと辞令があればよい）で、また営外居住の場合は誰がどこに住んでいるのか把握出来ない。彼らは全員アメリカ国内にいる扱いで、その総人数は“日本の外国人”の統計から除外せざるを得ない。
軍車両は「軍務」として証明を取れれば、有料道路通行料は日本政府負担となる。日本共産党は、「軍用車両有料道路通行証明書」が際限なく発行され、私用のレンタカー、果ては団体観光旅行「ヨコタツアー」にまで使用されていると主張している。自動車の取得に当たっては、日本人・在日外国人を問わず車庫証明の提出が義務付けられているが、沖縄では基地外在住であるにも拘らず将兵・軍属が「保管場所は基地内」と強弁し、証明を提出せず自動車保管場所確保の義務を免れている疑いが2008年5月に浮上。
また“米軍関係者の拘禁に当たっては習慣等の相違に考慮を払う”と定めた「地位協定に基づく日米合意」により、一般人には当時は全面的に認められていない「取調べの可視化」、弁護人の同席が保障されている他、横須賀刑務所に収監されている米兵服役者は、食事などで日本人服役者に比べて厚遇されている事が2002年に判明した。拘留中の厚遇は、他の外国人では殆ど例がない。
NHK受信料は、日本国内にある全てのテレビ受像機保有者が支払いを義務付けられているが（放送法）、在日米軍基地内居住者からは全く徴収し得ていない事が2021年3月に判明した。

### 秘匿性
日米合同委員会は、協定の第二十五条で設置される、協定のすべての事項について協議する機関であるが、日米双方の合意がなければ、合意事項を含むすべての議事録は公開されず、行政協定下での合意を含めて非公開であるため、運用の不透明さが指摘されている。

### その他
AFN他、米軍無線局には電波法は適用されない。日米両政府の当局間の取極によることになっている。航空特例法（日米地位協定の実施に伴う航空法の特例に関する法律）により、米軍機は自衛隊機と異なり、通常時でも航空法の最低安全高度規制（第81条）、及び迷惑な飛行の規制（第85条）に縛られずに飛行する事が可能である。また自衛隊機（自衛隊法第107条規定）と同様に耐空証明を受ける義務がない。基地内日本人職員の地位には時間外労働に関する三六協定、安全委員会、就業規則などに関する6つの労働基準法関連規定が適用されていない。これらはいずれも地位協定に基づく協議と合意の対象としている。
新型コロナウイルス感染症（COVID-19）の流行に際し、在日米軍の検疫や感染拡大防止対策についても日本側の規定が及ばず、米軍側に委ねる根拠にもなっているが、米軍側は2021年9月以降、出入国時の新型コロナに関する検査をしておらず、その事実が日本政府側が把握できていなかったことが同年12月になって判明し、政府の水際対策の抜け穴となる結果となり、さらに米軍兵が入国後に課される行動制限が十分守られておらず、米軍兵が基地外へ外出する際にマスクの着用などが守られていないなどの在日米軍側の杜撰な感染対策が、同年末以降に沖縄県や岩国基地のある山口県、近隣の広島県などで新型コロナウイルスの爆発的な市中感染を及ぼす結果となり、基地が所在する各県知事などが強く批判している。

### 米国側での批判
アメリカ合衆国のユタ州選出のマイク・リー上院議員は、2021年5月に米軍人が富士山観光中に起こした死亡事故に関連して、地位協定は米軍の権利の保護には不十分だと主張しており、2023年8月には、上院議員20人がこの問題に関し時の総理・岸田文雄に書簡を送付している。